# Cinthia Aparicio
Cinthia Aparicio (Papantla, Veracruz; 20 de febrero de 1993) es una actriz y modelo mexicana.

## Telenovelas
| Año       | Telenovela             | Personajes              |
| --------- | ---------------------- | ----------------------- |
| 2025      | Juegos de amor y poder | Natalia                 |
| 2023      | El amor invencible     | Rita                    |
| 2021-2022 | Si nos dejan           | Natalia Zapata          |
| 2019      | La usurpadora          | Doctora                 |
| 2017      | Mi adorable maldición  | Apolonia Ortega (joven) |
| 2016      | Simplemente María      | Coral Moreno            |

#### Series de televisión
| Año       | Serie                  | Personajes   |
| --------- | ---------------------- | ------------ |
| 2021      | Esta historia me suena | Varios roles |
| 2015-2020 | La rosa de Guadalupe   | Varios roles |
| 2015-2020 | Como dice el dicho     | Varios roles |

### Películas
| Año  | Película                   | Personajes                     |
| ---- | -------------------------- | ------------------------------ |
| 2022 | Amores permitidos          | Empleada de tienda tecnológica |
| 2020 | La petite vie              | Fernanda                       |
| 2017 | La hora de Salvador Romero | Esmeralda                      |

## Premios y nominaciones

### TV Adicto Golden Awards
| Año  | Categoría           | Telenovela        | Resultado |
| ---- | ------------------- | ----------------- | --------- |
| 2017 | Revelación femenina | Simplemente María | Ganadora  |